# 이길환
이길환(李吉煥, 1959년 7월 15일 ~ 2007년 6월 12일)은 전 KBO 리그 MBC 청룡의 투수이다. MBC의 프로 원년 개막전 선발 투수였다.
한편, 입단 2년째인 1983년에는 삼미 슈퍼스타즈에게만 4번의 완봉승을 거두었는데 8월 18일 경기에서 3번째 완봉승으로 특정 팀 최다완봉 신기록을 수립했고 9월 10일 경기에서 4번째 완봉승으로 최초 잠수함 10선발승에 도달했으며 결국 그 해 12선발승(3구원승 포함하여 15승)으로 마감했고(그 이후 88년 한희민(14선발승), 89년 박정현(15선발승) 이강철(15선발승), 92년 이강철(17선발승)이 잠수함 선발 최다승 기록을 갱신했다) 이길환의 삼미전 4완봉승은 단일시즌 특정 팀 최다 완봉 기록으로 남아 있다.

## 출신 학교
- 강남초등학교
- 선린중학교
- 선린상업고등학교
- 연세대학교